# Karol Scheibler III
Karol Wilhelm Scheibler III (ur. 21 września 1888 w Łodzi, zm. 12 września 1934 w Southampton) – polski fabrykant, działacz społeczny i gospodarczy. W 1925 został honorowym konsulem, a w 1930 honorowym konsulem generalnym Republiki Austriackiej w Łodzi.

## Życiorys
Był synem Karola Scheiblera II i Anny Julii Melanii, córki Ludwika Grohmana, a także wnukiem Karola Scheiblera I. Uczęszczał do gimnazjum w Łodzi, jednak został przeniesiony do Liceum Imperatorskiego w Carskim Siole, które ukończył w 1907 r. zdobywając złoty medal oraz przydział wojskowy do Lejbgwardii Pułku Grodzieńskiego. Następnie podjął naukę na Uniwersytecie Technicznym w Dreźnie, którą ukończył w 1911 r. Następnie odbywał praktyki w firmach włókienniczych Liverpoolu, Bremie i w Czechach. Do Łodzi wrócił w 1913 r. by zostać dyrektorem naczelnym zakładów włókienniczych spółki akcyjnej Scheiblerów – Towarzystwa Akcyjnego Manufaktur Bawełnianych Karola Scheiblera. Po wybuchu I wojny światowej próbował nie dopuścić do dewastacji zakładów przez wojska niemieckie, niemniej w wyniku rekwirowania zasobów fabryki dotknęły ją straty szacowane na ok. 20 mln zł, co skutkowało zawieszeniem produkcji od 1916 r. Ponadto Scheibler w trakcie I wojny światowej działał w Głównym Komitecie Obywatelskim miasta Łodzi i współorganizował milicję obywatelską, pertraktował również z władzami okupacyjnymi w obronie przemysłu. Od 1915 r. był członkiem Łódzkiego Komitetu Giełdowego, co wiązało się z poręczaniem przez niego bonów pieniężnych. W związku ze stratami wojennymi, od 1918 r. dążył do zorganizowania przez przedsiębiorstwa łódzkie trustu, który miał doprowadzić do zmonopolizowania przemysłu bawełnianego w Polsce. Pertraktacje jednak nie pozwoliły na realizację zamierzenia, ze względu na brak zainteresowania części firm, w tym szczególności zakładów Izraela Poznańskiego. Scheibler w 1921 r. wraz ze swoim wujem Henrykiem Grohmanem wszedł do zarządu Zjednoczonych Zakładów Przemysłowych K. Scheiblera i L. Grohmana, S.A. Do rodziny Scheiblera należało 2/3 akcji. Kapitał zakładowy spółki, wynosił początkowo 40,2 mln zł, by w 1928 r. dobić do 69 mln zł. Scheibler w latach 1919–1925 nadzorował powojenną odbudowę i modernizację zakładów, która pozwoliła na wzmocnienie pozycji spółki w polskim przemyśle bawełnianym. W skład imperium Scheiblerów wówczas wchodziło 5 przędzalni z 246 600 wrzecionami, o sumarycznej zdolności produkcyjnej rocznej 12 mln kg przędzy, a także 4 tkalnie z 6106 krosnami, o zdolności produkcyjnej rocznej 90 mln metrów kwadratowych tkanin. Ponadto firma posiadała 3 zakłady wykończalnicze. W 1927 r. wartość produkcji wynosiła 89,7 mln zł, a fabryki Scheiblerów łącznie zatrudniały 9373 robotników.
Scheibler działał również we władzach innych przedsiębiorstw. Od 1914 r. należał do rady nadzorczej Towarzystwa Górniczo-Przemysłowego Saturn, które posiadało 3 kopalnie – Saturn w Czeladzi, Jowisz w Wojkowicach i Mars w Łagiszy. Kopalnie te osiągały łączne wydobycie 1,6 mln ton – znaczna część wydobytego węgla trafiała do Łodzi na potrzeby łódzkiego przemysłu. Wraz z ojcem reprezentował w spółce pakiet kontrolny Scheiblerów. W latach 1922–1934 był prezesem rady nadzorczej Spółki Akcyjnej Wielkich Pieców i Zakładów Ostrowieckich, z kapitałem zakładowym 20 mln zł. Spółka ta w 1923 r. z jego inicjatywy utworzyła w Ostrowcu Świętokrzyskim wytwórnię wagonów towarowych, a w 1934 r. przejęła Warszawską Spółkę Akcyjną Budowy Parowozów. W 1920 r. wraz z Leonem Herbstem i Ludwikiem Pogorzelskim założył Warszawsko-Łódzkie Towarzystwo Handlowe S.A. Od 1922 r. był członkiem rady nadzorczej Zakładów Przemysłu Włókienniczego Józef Richter S.A. w Łodzi. W tym samym roku zastąpił ojca w radzie nadzorczej Banku Handlowego w Łodzi. Był wiceprezesem Gdańskiego Banku Handlowo-Przemysłowego i prezesem Banku Międzynarodowego w Warszawie. Od 1923 r. był jednym z członków rady nadzorczej Spółki Akcyjnej Siła i Światło, a w 1924 r. został wiceprezesem Warszawskiego Towarzystwa Ubezpieczeń. W 1928 r. z Edwardem Ulmanem, Maksem Kernbaumem i G. Geyerem założył Towarzystwo Budowy Domków Robotniczych S.A., którego został prezesem. Scheibler w 1920 r. został członkiem zarządu Związku Przemysłu Włókienniczego w Państwie Polskim. W 1933 r. objął w nim funkcję prezesa. W 1929 r. był jednym z założycieli Izby Przemysłowo-Handlowej w Łodzi. W 1932 r. został członkiem Rady Centralnego Związku Polskiego Przemysłu, Górnictwa, Handlu i Finansów. Był zastępcą komendanta Łódzkiej Ochotniczej Straży Ogniowej, założycielem i prezesem łódzkiego Automobil-Klubu i wiceprezesem Łódzkiego Klub Lawntenisowego 1913.
Scheibler pomimo niemieckich korzeni, czuł się Polakiem co zdarzało mu się podkreślać. W swoim domu gościł nuncjusza Achille Rattiego, późniejszego Papieża Piusa XI.
Zmarł w trakcie podróży biznesowej do Anglii, został pochowany w kaplicy Scheiblerów.

### Życie prywatne
Jego żoną była Jadwiga Paulina z Richterów (ur. w 1890), córka Reinholda Richtera i wnuczka Józefa Richtera. Mieli razem troje dzieci: 
- Karola Eryka Hubertusa Scheiblera (ur. w 1919),
- Mirę Wierę Urszulę Eisenbraun (ur. w 1919),
- Barbarę Ksenię Flacker (ur. w 1922).

## Ordery i odznaczenia
- Złoty Krzyż Zasługi (17 września 1926)[4]
- Order Papieski (Watykan)[1]